# Parade (album)
A Parade az amerikai zenész, Prince nyolcadik stúdióalbuma és az utolsó, amelyen együttműködött vele a The Revolution. Az 1986-os A telihold alatt (Under the Cherry Moon) filmnek a zenéjeként is szolgált, amelyet Prince rendezett és volt a főszereplője. 1986. március 31-én jelent meg a Paisley Park Records és a Warner Bros. Records kiadásában.
A Parade követi az Around the World in a Day-t hangzását tekintve. A "Kiss" első helyet ért el a Billboard Hot 100-on, az album pedig platina minősítést kapott az Amerikai Hanglemezgyártók Szövetségétől (RIAA) 1986 júniusában.
1986 egyik legjobb albumának nevezte a The Village Voice, míg az NME legjobbja lett.

## Háttér
A Parade az Around the World in a Day-t követte és Prince második filmjének zenéjeként szolgált. Prince stílust váltott öltözködését tekintve is: fodros, lila ruhái, göndör haja helyét átvette hátrafésült haja és különböző öltönyök. Az album első kislemeze, a "Kiss" első lett a Billboard Hot 100-on és az album maga is nagyon sikeres volt az Egyesült Államokban. Prince karrierjében először Európában sikeresebb volt egy albuma, mint hazájában. Annak ellenére, hogy hivatalosan ez volt az utolsó albuma a The Revolutionnel, a Dream Factory albumot még felvették. Ez soha nem jelent meg, Prince elvetette az Dream Factory-t és feloszlatta az együttest.

## A telihold alatt
A telihold alatt film 1986-ban megjelent musical, amelynek Prince volt a rendezője. Ez volt a zenész első rendezői munkája. A filmben szerepel Jerome Benton, Steven Berkoff, Kristin Scott Thomas és Francesca Annis. A film sikertelen volt, öt Arany Málna díjat „nyert”.

## Számlista
Az összes dal szerzője Prince, kivéve ahol ez máshogy van feltüntetve. 
|     | Cím                         | Szerző(k)                      | Hossz |
| --- | --------------------------- | ------------------------------ | ----- |
| 1.  | Christopher Tracy's Parade  | Prince, John L. Nelson         | 2:11  |
| 2.  | New Position                | Prince                         | 2:20  |
| 3.  | I Wonder U                  | Prince                         | 1:39  |
| 4.  | Under the Cherry Moon       | Prince, Nelson                 | 2:57  |
| 5.  | Girls & Boys                | Prince                         | 5:29  |
| 6.  | Life Can Be So Nice         | Prince                         | 3:13  |
| 7.  | Venus de Milo               | Prince                         | 1:55  |
| 8.  | Mountains                   | Prince, Wendy & Lisa           | 3:57  |
| 9.  | Do U Lie?                   | Prince                         | 2:44  |
| 10. | Kiss                        | Prince, hangszerelte: David Z. | 3:37  |
| 11. | Anotherloverholenyohead     | Prince                         | 4:00  |
| 12. | Sometimes It Snows in April | Prince, Wendy & Lisa           | 6:48  |

## Közreműködők
- Prince – ének és hangszerek
- Lisa Coleman – háttérének (1, 2, 3, 6), billentyűk and ének (5, 8, 11, 12)
- Wendy Melvoin – háttérének (1, 2, 6), ének (3), gitár és ének (5, 8, 11, 12)
- Doctor Fink – billentyűk (5, 8, 11)
- Brown Mark – basszusgitár (5, 8, 11)
- Bobby Z. – dobok és ütőhangszerek (5, 8, 11)
- Sheila E. – háttérének (5), kolomp (6), dobok (6, 7)
- Eric Leeds – szaxofon (5, 8)
- Atlanta Bliss – trombita (5, 8)
- Miko Weaver – ritmusgitár (8)
- Jonathan Melvoin – dobok (9)
- Chuck Domanico - gitár

- Susannah Melvoin – háttérének (1, 5, 11)
- Marie France – ének (5)
- Sandra Francisco – ének (9)
- Mazarati – háttérének (10)
- Craig Powell – gitár (10)
- Tony Christian – háttérének (10)
- Marr Star – billentyűk (10)
- Aaron Keith – billentyűk (10)
- Kevin Patrick – dobok (10)
- Clare Fischer – hangszerelés
- Bill Watrous - harsona

## Slágerlisták
| Slágerlista (1986)                    | Legmagasabb pozíció |
| ------------------------------------- | ------------------- |
| Ausztrál Albumok                      | 8                   |
| Holland Albumok                       | 1                   |
| Kanadai Albumok                       | 11                  |
| Német Albumok                         | 6                   |
| Norvég Albumok                        | 10                  |
| Osztrák Albumok                       | 7                   |
| Svéd Albumok                          | 5                   |
| Svájci Albumok                        | 2                   |
| UK Albums Chart                       | 4                   |
| US Billboard 200                      | 3                   |
| US Top R&B/Hip-Hop Albums (Billboard) | 2                   |
| Új-Zéland-i Albumok                   | 7                   |
| Slágerlista (2016)                    | Legmagasabb pozíció |
| US Billboard 200                      | 50                  |

## Minősítések
| Régió                      | Minősítés | Példányszám | For.   |
| -------------------------- | --------- | ----------- | ------ |
| Ausztria (IFPI Austria)    | Arany     | 25,000      | [ 13 ] |
| Dánia (IFPI Denmark)       | Arany     | 50,000      | [ 14 ] |
| Egyesült Királyság (BPI)   | Platina   | 300,000     |        |
| Egyesült Államok (RIAA)    | Platina   | 1,000,000   | [ 15 ] |
| Franciaország (SNEP)       | Platina   | 300,000     | [ 16 ] |
| Hollandia (NVPI)           | Platina   | 100,000     | [ 17 ] |
| Németország (BVMI)         | Arany     | 250,000     | [ 18 ] |
| Spanyolország (PROMUSICAE) | Arany     | 50,000      | [ 19 ] |
| Svájc (IFPI Switzerland)   | Arany     | 25,000      | [ 20 ] |